# Royal taquin
 (novembre 2021).
Royal taquin est le quarante-deuxième album de la bande-dessinée Boule et Bill, dessiné par Jean Bastide.

## Présentation de l'album
Boule, Bill et Pouf vivent des aventures sur le thème des châteaux-forts.

## Personnages principaux
- Boule, le jeune maître de Bill.
- Bill, le cocker roux susceptible et farceur.
- Caroline, la tortue romantique amoureuse de Bill.
- Pouf, le meilleur ami de Boule.
- Les parents de Boule.

## Personnages secondaires
- Mme Stick et son chat, antagonistes de la série.
- Les autres amis de Bill et Boule apparaissent régulièrement.

### Article externe
- Boule et Bill - Tome 42 : Royal Taquin sur dargaud.com (consulté le 13 mars 2022).